# Sahib
Sahib (z arab. „pan, władca”) – forma honoryfikacyjna
używana w językach indyjskich.
W czasach kolonialnych w Indiach mianem sahibowie określano Europejczyków. W hindi słowo funkcjonuje jako tytuł grzecznościowy stawiany po nazwisku, imieniu lub tytule zawodowym.

## Przykłady użycia
- Śri Guru Granth Sahib Dźi – księga jako guru w religii sikhijskiej